# هيلين ستالين
هيلين ستالين (18 يوليو 1891 وينترزنجن - 30 ديسمبر 1970 بازل) كانت عالمة رياضيات سويسرية ومعلمة وناشطة سلام.  بين عامي 1948 و1967، كانت رئيسة القسم السويسري في الرابطة النسائية الدولية للسلم والحرية وممثلية لها في مجلس السلام السويسري. 

## النشأة والعمل العلمي
كانت واحدة من اثني عشر طفلاً من البارسون غوستاف ستاهلين (1858-1934) وزوجته لويز ني ليب. في عام 1894، انتقلت العائلة من وينترسينين إلى أولشفل. شاركت هيلين شتيلين في تشتاشولى بازل وجامعات بازل وغوتنغن. في عام 1922، أصبحت معلمة الرياضيات والعلوم الطبيعية في معهد بنات (دي) في فتان.  في عام 1924، حصلت على د. درجة  من جامعة بازل عن أطروحتها الأرقام المميزة للمنحنيات التحليلية على مخروط الترتيب الثاني ومنحنيات دراستهم، مروي به هانز موهرمان وأوتو سبييس (دي).   في عام 1926، أصبحت عضوًا في الجمعية الرياضية السويسرية. بين عامي 1934 و1956، عملت هيلين ستالين كمدرسة في المدرسة الثانوية البروتستانتية في زوغ. بعد معاشها، عادت إلى بازل، حيث ساعدت لعدة سنوات على تحرير أوتو سبييس لأحرف عائلة برنولي. 

## النشاط السياسي
كونها من دعاة السلام، التزمت هيلين ستالين بعصبة النساء الدولية من أجل السلام والحرية (الرابطة النسائية الدولية للسلام والحرية، IFFF) ونضالها ضد الحرب العلمية. كانت رئيسة القسم السويسري للمنتدى الدولي المعني بالغابات في عام 1947-1967، عندما كانت القضايا الرئيسية هي منظمة الأمم المتحدة، والأسلحة النووية، وحرب فيتنام.  نظرًا لنشاطها السلمي، كانت السلطات السويسرية تراقبها في منتصف الخمسينات،  وتم الاحتفاظ بملفها لدى المدعي العام السويسري (دي) سرًا حتى عام 1986. كانت هيلين ستاهلين نشطة أيضًا تجاه حق المرأة في التصويت في سويسرا،  الذي لم يُكتسب خلال حياتها.